# Кин, Виктор Павлович
Ви́ктор Па́влович Кин (настоящая фамилия Сурови́кин; 1903—1938) — русский советский писатель и журналист, политработник.

## Биография
Родился в семье железнодорожного машиниста. Отец — Павел Ильич, мать — Александра Ивановна. Ранние годы прошли в городе Борисоглебск на Тамбовщине. Начал писать ещё гимназистом — эпиграммы, фельетоны для своего рукописного журнала «Бедлам».
После Октябрьской революции активно участвовал в революционных событиях, был в большевистском подполье, работал в местной газете «Коммунист». В 1918 году стал комсомольцем, в 1920 — членом партии. Летом 1920 года добровольно отправился на польский фронт, вернувшись в Борисоглебск, участвовал в борьбе с повстанцами Антонова. В конце 1921 был послан для подпольной партийной работы на Дальний Восток.
В 1923 был партработником и журналистом в Свердловске, с 1924 — в Москве, где с 1925 выступал как фельетонист в «Комсомольской правде» и «Правде». В 1928—1930 учился на литературном отделении Института красной профессуры.

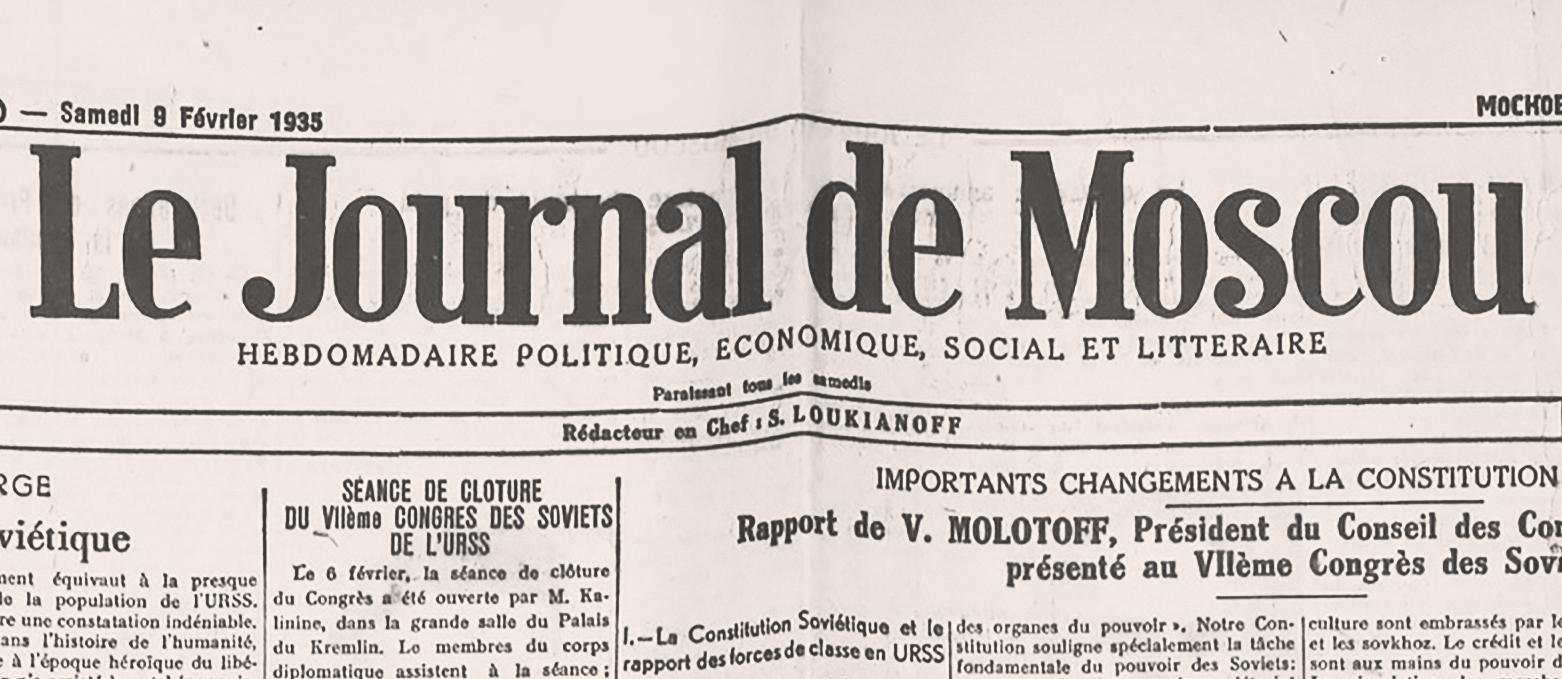
«Le Journal de Moscou». Советский еженедельник на французском языке, издавался в Москве с 1934 по 1939 год. Первый главный редактор С. С. Лукьянов.

Известность принес Кину роман «По ту сторону» (1928), основанный на его дальневосточном опыте. В июне 1931 как корреспондент ТАСС он был командирован в Рим, а затем в 1933 в Париж. 
Вернулся на родину в апреле 1936, в 1937 стал редактором московского еженедельника «Le Journal de Moscou», сменив Сергея Лукьянова, занимавшего этот пост с 1934 года.
3 ноября 1937 арестован как «враг народа».  Роман из времен первой мировой войны «Лилль», написанный лишь на три четверти, а также незаконченная повесть из жизни журналистов, написанные во время работы за рубежом, были конфискованы НКВД в 1937, равно как и весь архив писателя. 
Во многих справочниках годом смерти указан 1937, однако приговор Кину подписан 21 апреля 1938.
Расстрелян 21 апреля 1938 года, посмертно реабилитирован в 1956 году.
Жена — критик-итальянист Цецилия Кин (1905—1992).
С 1956 роман «По ту сторону» несколько раз переиздавался и инсценировался (1 постановка — С. Карташев, «Наша молодость» — шла во МХАТе в середине 1930-х; В. Гольдфельд, «Когда горит сердце» — 1957; в 1958 — экранизация по сценарию В. Симукова и Ц. Кин).

## Сочинения
- Рассказы Васьки Зыбина, 1925
- По ту сторону, 1928
- Незаконченный роман о журналистах // «Новый мир», 1959, № 1
- Лилль. Из незаконченного романа… // «Новый мир», 1963, № 1

## Издания
- Избранное, 1965